# Stefania Cendrowska
Stefania Cendrowska (ur. 1896, zm. 1985) – Polka, Sprawiedliwa wśród Narodów Świata.

## Życiorys
W okresie okupacji niemieckiej Stefania Cendrowska mieszkała w Warszawie, później w Łodzi przy ul. Nawrot. W lutym 1943 r. wzięła pod swoją opiekę 6-letnią wówczas dziewczynkę, Juttę Szabason (obecnie Judith Cohen). Jej rodzice pochodzili z Hettstedt w Saksonii, z której wyjechali do Polski po nocy kryształowej. Zostali zamordowani w getcie w Falenicy. Moritz, ojciec, kilkakrotnie zwracał się do żydowskiej organizacji samopomocowej American Joint Distribution Committee o wsparcie. Przypuszczalnie Jutta Szabason straciła rodziców w 1940 r., jednak prawdopodobnie już wcześniej została wyniesiona z getta. Od lutego 1943 r. pod opieką Stefanii Cendrowskiej w Łodzi była nazywana Jadwigą. Stefania traktowała dziewczynę jak członka swojej rodziny, posłała ją również do szkoły. W 1946 r. przybrane dziecko zostało odebrane z rąk Stefanii przez Koordynację poszukującą dzieci żydowskich, które przetrwały Zagładę. Potem Stefania przeprowadziła się do Krakowa. Tam zajmowała się opieką nad siostrzeńcami i ukończyła kurs wychowawcy kolonijnego. Natomiast Jutta trafiła do żydowskiego sierocińca w Łodzi przy ul. Piotrowskiej, później w Bielawie na Dolnym Śląsku. Została też umieszczona w sierocińcu w Les Choux we Francji. W 1949 r. przyjechała do Izraela, gdzie zaadoptowała ją dalsza rodzina mieszkająca w kibucu Mizra. Od 1946 r. nigdy nie spotkała Stefanii, jednak kobiety utrzymywały kontakt listowny.
21 sierpnia 2013 r., dzięki staraniom ocalałej Judith Cohen, Instytut Jad Waszem przyznał pośmiertnie Stefanii Cendrowskiej tytuł Sprawiedliwej wśród Narodów Świata.
Poszukiwania Stefanii Cendrowskiej przez Judith zostały przedstawione w 2014 r. w etiudzie dokumentalnej w reżyserii Macieja Cendrowskiego pt. „Jutta i ja”.